# Poça dos Frades (Velas)
A Poça dos Frades é uma formação geológica costeira portuguesa, localizada na vila e concelho de Velas, costa Sul da ilha de São Jorge, Arquipélago dos Açores.
Esta zona balnear é formada por escorrimentos lavicos com origem nas serras do interior da ilha de São Jorge que ao atingirem a orla marítima e pelo efeito das águas, deram origem a variadas formações que consistem, sobretudo, em piscinas naturais, pequenos pontões basálticos de pedra preta, calcinada pelo calor vulcânico.
Surgem superfícies de areias de cores variadas conforme a cor do tipo de rocha de que se desagregaram. Estas praias de pequena dimensão são palco das competições da Futebol e Voleibol de Praia, da ilha de são Jorge principalmente por ocasião da Semana Cultural de Velas, durante o mês de Julho de cada ano.

## Referência
- «Semana Cultural das Velas/Poça dos Frades»